# Calle San Esteban (Sevilla)
La calle San Esteban es una vía pública de la ciudad española de Sevilla.

## Descripción
La vía discurre desde la plaza de Pilatos hasta la calle Puerta de Carmona, junto a la plaza de San Agustín, a la que arriba paralela a Muro de los Navarros. Debe el título a la iglesia de San Esteban Protomártir, allí sita. Aparece descrita en la Noticia histórica del origen de los nombres de las calles de esta ciudad de Sevilla (1839) de Félix González de León con las siguientes palabras:

Calle de san Esteban. Es divisoria de los cuarteles B. y D. Pertenece y se nombra así por estar en ella situada la parroquia de san Esteban, proto-martir. Este templo parroquial que es igual à todos en dignidad y antiguedad, erigido por san Fernando, en el año de 1249, hay memorias de haber sido mezquita en tiempo de los moros, como se conocia en el tiempo antiguo, antes que se labrase el que ahora hay. En él empezaba (como en el de Santiago) la estacion del campo de santa Justa y Rufina, tan frecuentada de los cristianos mozarabes, que la hacian de noche por temor de los moros. El templo que hoy existe es pequeño, y nada tiene su esterior de particular; á él tiene tribuna la casa de los duques de Alcalá, hoy de Medina Celi, y hay en él varias capillas y entierros de linages ilustres. En ella reside la cofradía del santo Cristo de la Salud, que pertenece á los Gitanos ó Castellanos Nuevos, que hacen estacion el jueves santo. La calle es ancha y pasa desde la plaza de Pilatos, hasta la puerta de Carmona.
(González de León, 1839, p. 173)